# サンギル島
大サンギル島（Sangir Besar）はインドネシアのスラウェシ島北部にあるサンギヘ諸島の島の一つ。一般的にサンギル島と呼ばれ、サンギヘ（"Sangihe"）、サンギール（"Sanghir"）、サンギ（"Sangi"）などとも記述される。
"Sangir Besar"はインドネシア語の島名で、大サンギルと言う意味を持っており、この名前の表すとおりサンギヘ諸島の最大の島になっている。北スラウェシ州のサンギヘ諸島県に属している。島内では主にサンギル語が利用されている。
1856年3月には島内のアウ火山が大規模な噴火を起こしている。現在の山は噴火によって再形成されたもので、火山流も広範囲に広がった。死者は2000人を超えるとされ、最大6000人程度だったとされる。1966年や2004年にも噴火が起こっている。